# Meistaraflokkur (1938)
Sezon 1938 był 27. sezonem o mistrzostwo Islandii. Drużyna Valur zdobyła czwarty z rzędu tytuł mistrzowski, zdobywając w trzech meczach pięć punktów. Ze względu na brak systemu ligowego żaden zespół nie spadł ani nie awansował po sezonie.

## Drużyny
Po sezonie 1937 do trzech drużyn po roku przerwy ponownie dołączył zespół Víkingur Reykjavík, żaden zespół natomiast nie zrezygnował z udziału w lidze, w wyniku czego w sezonie 1938 w rozgrywkach Meistaraflokkur wzięły udział cztery zespoły.
| Uczestnicy poprzedniej edycji                                                                                 | Uczestnicy poprzedniej edycji | Uczestnicy poprzedniej edycji | Uczestnicy poprzedniej edycji |
| --- | ----------------------------- | ----------------------------- | ----------------------------- |
| VAL | Valur                         | 1                             |                               |
| KRE | KR                            | 2                             |                               |
| FRA | Fram                          | 3                             |                               |
| Dołączenie w sezonie 1938                                                                                     |                               |                               |                               |
| VÍR | Víkingur Reykjavík            |                               |                               |
| Oznaczenia: - kolumna pierwsza – skróty nazw drużyn, - kolumna trzecia – miejsce zajęte w poprzednim sezonie. |                               |                               |                               |

## Tabela
| Lp. | Drużyna            | M | Z | R | P | Bramki | Bramki | +/– | Pkt |
| --- | ------------------ | - | - | - | - | ------ | ------ | --- | --- |
| 1   | Valur (M)          | 3 | 2 | 1 | 0 | 11     | 9      | +2  | 5   |
| 2   | Víkingur Reykjavík | 3 | 1 | 1 | 1 | 6      | 6      | 0   | 3   |
| 3   | Fram               | 3 | 0 | 2 | 1 | 7      | 8      | −1  | 2   |
| 3   | KR                 | 3 | 0 | 2 | 1 | 5      | 6      | −1  | 2   |

## Wyniki
| Gospodarz \ Gość   | FRA | KRE | VAL | VÍR |
| Fram               |     |     | 3:4 |     |
| KR                 | 1:1 |     |     |     |
| Valur              |     | 4:4 |     | 3:2 |
| Víkingur Reykjavík | 3:3 | 1:0 |     |     |

Źródło: Knattspyrnusamband Íslands (isl.)
Objaśnienia:
1Drużyna gospodarzy jest wymieniona po lewej stronie tabeli.
Kolory: zielony – zwycięstwo gospodarzy, żółty – remis, różowy – zwycięstwo gości.